# Марта (Савона)
Марта (итал. Marta) је насеље у Италији у округу Савона, региону Лигурија.
Према процени из 2011. у насељу је живело 80 становника. Насеље се налази на надморској висини од 169 м.